# Своик, Пётр Владимирович
Пётр Владимирович Своик (род. 13 декабря 1947, Зеленогорск) — политический и государственный деятель Казахстана, заместитель председателя ОСДП «Азат», политолог, оппозиционер, публицист.
Депутат Верховного Совета Республики Казахстан 12-го созыва, депутат Совета Республик Верховного Совета СССР (1991).

## Биография
Родился 13 декабря 1947 года в Зеленогорске Курортного района города Ленинграда.
Трудовую карьеру начал в 1963 году рабочим Туюкской геологоразведочной партии. Закончил Алма-Атинский энергетический институт и аспирантуру Московского энергетического института, став кандидатом технических наук.
- 1969—1971 — после службы в армии работал слесарем Алма-Атинских тепловых сетей[3]
- 1971—1975 — техник, инженер, старший инженер Алма-Атинского отделения «Промэнергопроект»
- 1975—1985 — руководитель группы, главный инженер проектов среднеазиатского проектного института «ВНИПИэнергопром»;
- 1985—1989 — заместитель главного инженера, заместитель управляющего Западно-Казахстанским энергетическим управлением «Запказэнерго»
- 1989—1990 — директор Уральской ТЭЦ
- 1990—1993 — Депутат Верховного Совета Республики Казахстан XII созыва, член, секретарь Комитета Верховного Совета по вопросам экономической реформы, бюджета и финансов
- январь 1993 — август 1994 — председатель Государственного комитета Республики Казахстан по антимонопольной политике
- 1994—1996 — сопредседатель Социалистической партии Казахстана
- август 1994 — апрель 1996 — председатель Государственного комитета Республики Казахстан по ценовой и антимонопольной политике
- с января 1996 года — председатель Социалистической партии Казахстана
- с апреля 1996 года — сопредседатель, один из создателей общественного движения «Азамат», преобразованного затем в политическую партию.
- В 2002 году вошёл в состав политсовета демократической народной оппозиционной партии «Демократический выбор Казахстана» («ДВК»)[4].
- 2005—2006 — руководитель Движения «За справедливый Казахстан», единомышленник Булата Абилова.
- В 2006 году создал и возглавил Алматинскую общественную антимонопольную комиссию.
- С 2007 года — Заместитель председателя демократической партии «Азат»
- С 2014 года — председатель президиума Казахстанской ассоциации «Прозрачный тариф»

## Высказывания
После 2022 года Пётр Своик оправдывал российское вторжение на территорию Украины неким «историческим правом», а казахов объявил частью «русского мира», основываясь на том, что большая часть казахов владеет русским языком. Ранее Пётр Своик предрекал «скорую победу России на Украине».

## Семья
Женат, имеет двух дочерей, внучку, пять внуков и правнучку. Жена — Наталья Леонидовна Чумакова, создатель и руководитель Лиги избирателей Казахстана, директор Центра поддержки демократии (Алматы).

## Автор книг
- 1994 — «Судьба Казахстана как государства. Первые шаги от пропасти» (в соавт.)
- 1995 — «Цена монополии»
- 2017 — «Фрагменты истории власти и оппозиции в Казахстане, нанизанные на собственную жизнь»[3]